# Čárka (jednotka)
Čárka je stará jednotka délky, plochy a objemu.

## Délka
- Česká čárka = 1/144 českého lokte = 1/12 českého palce = 4,115 mm
- Moravská čárka = 1/12 moravského palce = 2,063 mm
- Pruská čárka = 1/12 pruského palce = 2,179 mm
- Slezská čárka = 1/12 slezského palce = 2,011 mm
- Vídeňská čárka = 1/12 vídeňského palce = 12 vídeňských bodů = 2,195 mm[1]

## Plocha
- Česká čtvereční čárka = 16,93 mm²
- Moravská čtvereční čárka = 4,254 mm²
- Pruská čtvereční čárka = 4,748 mm²
- Slezská čtvereční čárka = 4,043 mm²
- Vídeňská čtvereční čárka = 4,818 mm²

Jednotka pro měření plochy kůže
- Vídeňská řemenová čárka = 1/12 palce řemenového = 12 bodů řemenových = 41,427 cm²[1]

## Objem
- Česká kubická čárka = 69,67 mm³
- Moravská kubická čárka = 8,774 mm³
- Pruská kubická čárka = 10,346 mm³
- Slezská kubická čárka = 8,171 mm³
- Vídeňská kubická čárka = 10,576 mm³[1]